# Улица Буренина (Санкт-Петербург)
Улица Буре́нина — улица в Красногвардейском районе Санкт-Петербурга. Проходит от улицы Маршала Тухачевского до проспекта Маршала Блюхера.

## История
Названа 27 февраля 1967 года в честь революционера Николая Евгеньевича Буренина.
С 13 января 2016 года на улице Буренина было введено одностороннее движение к улице Маршала Тухачевского.

## Пересечения
- улица Маршала Тухачевского
- проспект Маршала Блюхера

## Транспорт
Ближайшие к улице Буренина станции метро — «Площадь Ленина» и «Ладожская».